# 요시카와 히나노
요시카와 히나노(일본어: 吉川 ひなの, 1979년 12월 21일 ~ )는 일본의 모델, 배우, 가수이다.